# LilacSat-2
LilacSat-2 (chinesisch 紫丁香二號 / 紫丁香二号, Pinyin Zǐdīngxiāng Èrhào), auch CAS-3H, ist chinesischer Experimental- und Ausbildungssatellit und ein Amateurfunksatellit. Der Satellit wurde von einem Team von 15 Studenten des Harbin Institute of Technology (HIT) unter der Leitung von Wei Mingchuan (魏明川, *1991) gebaut.

## Aufbau
LilacSat-2 trägt vier Nutzlasten:
- V/U-Amateurfunk-SDR-Plattform. Diese Plattform kann als Lineartransponder, FM-Repeater oder als APRS-Digipeater konfiguriert werden. Weiterhin wird eine CW-Bake und eine UHF-9k6-BPSK-Telemetrie-Downlink-Verbindung bereitgestellt.
- SDR-basierter Multiband-Empfänger zum Empfangen und Dekodieren von Signalen von AIS, ADS-B ähnlichen Diensten.
- FPGA-Software-Testplattform.
- Wärmebildkamera

Der Satellit verfügt über eine Stabantenne für das 2-m-Band und eine Turnstile-Antenne für das 70-cm-Band.

## Mission
Der Satellit wurde am 19. September 2015 auf einer Langer-Marsch-6-Trägerrakete vom Kosmodrom Taiyuan in China gemeinsam mit 19 weiteren Satelliten gestartet. Am 10. Juli 2016 wurde der SDR von LilacSat-2 als Linear-Transponder konfiguriert und erfolgreich getestet. Der Satellit ist aktiv (Stand August 2019).

## Frequenzen
Die Frequenzen für die Amateurfunknutzlast mit dem Rufzeichen BJ1SI wurden von der International Amateur Radio Union koordiniert. Davon abweichend wird ein Uplink-Bereich verwendet, der nicht im Satellitenbereich liegt:
- 144,3425 MHz – 144,3825 MHz Uplink, FM
- 437,1800 MHz – 437,2200 MHz Downlink, FM
- 437,200 MHz digitale Telemetrie, 1k2/4k8/9k6 AFSK / GFSK